# Colletes patellatus
Colletes patellatus là một loài Hymenoptera trong họ Colletidae. Loài này được Pérez mô tả khoa học năm 1905.